# Canto obscura
Canto obscura (vertaling: heldere zang) is het debuutalbum van de Finse muziekgroep Kataya. Het album is gedurende de jaren 2005 tot en met 2007 opgenomen in de Siniaalto Studio en Perfect Sound Studio beide in Finland. De muziek heeft als basis ambient waarover een laag progressieve rock wordt gespeeld. De muziek klinkt voor het overgrote deel rustige, kabbelend voorwaarts. Dat verdeelt de critici in twee groepen, de een vindt het niet ambient genoeg, de andere vindt er te weinig progressieve rock in. 

## Musici
- Matti Kervinen – toetsinstrumenten, spreektaal, schreeuwen en fluisteren
- Sami Sarhamma – gitaar, basgitaar, slagwerk en toetsinstrumenten
- Teijo Tikkanen – toetsinstrumenten, gitaar, bas, slagwerk

met:
- Johanna Iivanainen – zang (2,5 11)
- Mikko Iivanainen – gitaar (2,5,10)
- Linda Fredriksson – sopraansaxofoon (5)
- Sanna Tikkanen – zang (3)
- Samu Wuori – gitaar en orgel (3,7,12)

## Muziek
Alle door Kataya.

| Nr. | Titel                                    | Duur |
| --- | ---------------------------------------- | ---- |
| 1.  | Opening marsh                            | 4:20 |
| 2.  | lento                                    | 3:01 |
| 3.  | Ahava (liefde)                           | 4:01 |
| 4.  | On a moose (op een eland)                | 4:41 |
| 5.  | Putkivaara (naam van gehucht nabij Oulu) | 7:17 |
| 6.  | Avojaloin (blootsvoets)                  | 4:15 |
| 7.  | Canto obscura                            | 3:20 |
| 8.  | Mindfrost                                | 3:20 |
| 9.  | Karahka (gehucht nabij Oulu (stad))      | 3:52 |
| 10. | Lento reprise                            | 1:06 |
| 11. | Koera                                    | 5:13 |